# Ballerina e Buon Dio
Ballerina e Buon Dio è un film del 1958 diretto da Antonio Leonviola.

## Trama
Marietto è un bambino orfano molto vivace e creativo, ospitato in un collegio di suore.
Un giorno sfogliando un quotidiano vede la foto di una bella ballerina del teatro dell'opera, Camilla, e si convince che sia sua madre. Viene invece affidato alla famiglia di un panettiere, che vuole adottarlo, e decide di fuggire.
Entra in una pasticceria e mangia molti dolci senza avere soldi per pagare; il padrone della pasticceria vorrebbe denunciarlo, ma Marietto, aiutato da Dio nelle sembianze di guardia municipale, riesce a farsi perdonare.
In piazza incontra una coppia di acrobati che vorrebbero inserirlo nei loro spettacoli, ma Dio nelle sembianze di vigile urbano ferma la loro camionetta davanti al teatro dell'opera e gli suggerisce di andare a cercare la ballerina.
Il bambino racconta alla ballerina di averla scelta come madre, ma quest'ultima, pur accogliendolo amorevolmente, cerca di liberarsi di lui chiamando una guardia. Marietto, ancora una volta aiutato da Dio nelle sembianze di portaceste del teatro, riesce ad allontanarsi e a raggiungere l'abitazione di Camilla. La donna lo accoglie in casa e lo ospita durante la notte. I due fanno amicizia e la ballerina sembra legarsi affettuosamente al bambino.
Il giorno successivo, però, cercherà ancora di liberarsi di lui, prima chiedendo a un netturbino di prenderlo con sé, e poi cercando di abbandonarlo su una giostra. Il bambino tornato a casa, ascolta una discussione tra la ballerina ed il maestro del teatro dell'opera, si rende conto di non essere desiderato come figlio e, mentre Camilla è impegnata a teatro, decide di fuggire via.
Stavolta sarà Camilla, vestita da ballerina, insieme con il suo corteggiatore Filippo, a cercare il bambino. Dapprima si recano al collegio e si dichiarano pronti ad adottare Marietto, poi, aiutati da Dio nelle sembianze di conducente di taxi, riescono a trovarlo a Villa Borghese mentre, vestito da angioletto, si esibisce con la funambola in un pericoloso esercizio. Alla fine andrà tutto bene ed i tre potranno formare una famiglia insieme.

## Produzione
Il film prende spunto da una storia realmente accaduta a Roma nel 1958.

## Distribuzione
Venne distribuito in Italia dalla Lux Film il 4 settembre 1958.
In lingua inglese il titolo fu Angel in a taxi.

## Home video
Il film, pubblicato in videocassetta negli anni Novanta, come diversi altri non risulta essere stato editato in DVD.